# Noppeneisen

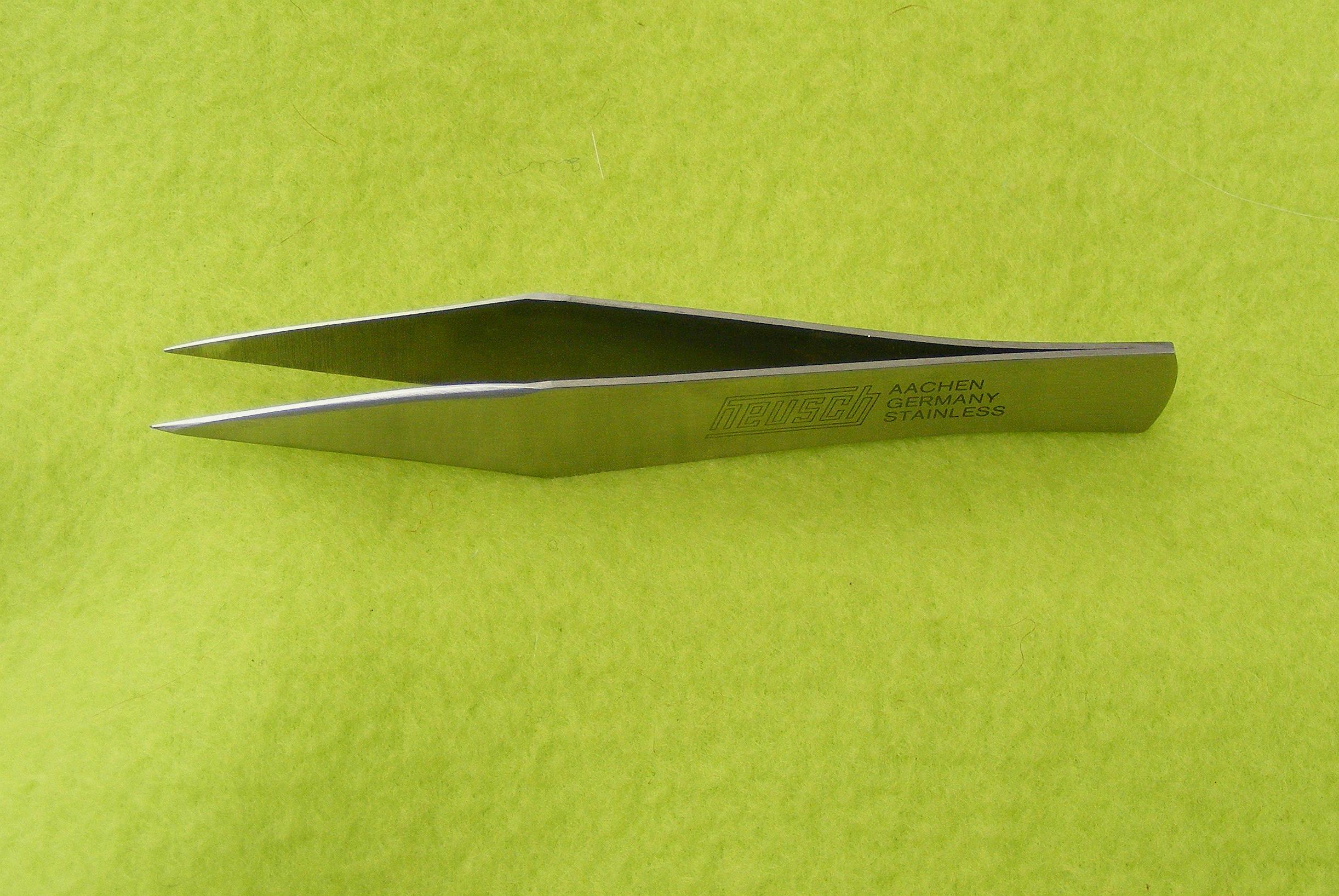
Noppeneisen

Das Noppeneisen ist ein in der Textilherstellung verwendetes Werkzeug.
Benutzt wird es bei der Endkontrolle der Stoffbahnen, bei der  alle Fremdkörper und Unreinheiten entfernt werden, wie fremde Fasern und Knötchen. Die Stoffbahn durchläuft dabei einen sehr gut beleuchteten Prüftisch,  der die optische Kontrolle ermöglicht. Von Hand werden dann, während der Stoffdurchlauf gestoppt wird, mit dem Noppeneisen die Fehler entfernt.
Das Noppeneisen ist eine Präzisionspinzette,  die regelmäßig geschliffen wird, um eine sehr gute Spitze zu erhalten.